# 岡崎万寿秀
岡崎 万寿秀（おかざき ますひで、1930年1月1日 - 2024年12月21日）は、日本の政治家、俳人。元衆議院議員（日本共産党公認、2期）。日本共産党名誉幹部会顧問を経て、同党名誉役員。俳号は万寿（まんじゅ）。

## 来歴
佐賀県唐津市出身。1953年に中央大学法学部を卒業後、日本共産党の理論誌『前衛』の編集長を経て、1983年の第13回参議院議員通常選挙の比例代表から出馬し日本共産党の第7位に登載されたが落選。同年の第37回衆議院議員総選挙に榊利夫の後継として旧東京2区から出馬し初当選。以後1986年の第38回衆議院議員総選挙でも再選を果たすものの、第39回、第40回の各衆院選で次点に終わる。
2024年12月21日死去。94歳没。

## 著書

### 単著
- 『統一戦線運動:安保廃棄への展望』（新日本出版社、1970年）
- 『現代マスコミ危機論』（新日本出版社、1981年6月）
- 『戦争と平和のマスコミ学』（新日本出版社、1983年5月）

### 共編著
- 『戦後秘密警察の実態』（三一書房、1960年）杉村敏正、宮内裕との共編著
- 『謀略』（新日本出版社、1960年）大野達三との共著
- 『ジャーナリストの原点』（大月書店、1982年）城戸又一との共著
- 『沖縄県祖国復帰闘争史』（沖縄時事出版、1982年）

## 俳人として
俳号は万寿。古沢太穂に学び、1998年に「道標」同人となる。2000年に「青い閃光」で第28回新俳句人連盟賞受賞。2002年には金子兜太の「海程」同人となる。現代俳句協会会員。

## 俳句の著書
- 『俳句の平明ということ 赤城さかえ・古沢太穂・金子兜太の場合』（俳句集団つぐみ、2002年）
- 『転換の時代の俳句力 金子兜太の存在』（文學の森、2015年）